# Martin Nyrop
Martin Nyrop (11. november 1849 på Holmsland ved Ringkøbing Fjord – 18. maj 1921 i København) var en dansk arkitekt, professor ved og direktør for Kunstakademiet. Han var den væsentligste eksponent for nationalromantikken i dansk arkitektur omkring år 1900. Samtidig øvede han stor indflydelse på den efterfølgende generation af danske arkitekter. Hans hovedværk er Københavns Rådhus, der også er internationalt berømmet.

## Baggrund og uddannelse
Nyrop var søn af sognepræst Christopher Nyrop (1805–79) og Helene f. Ahlmann (1807–74). Han blev født på Holmsland ved Ringkøbing Fjord. Da hans forfædre i fem slægtled havde været præster i Danmark og Norge, blev Nyrop selvfølgelig sat til at studere og tilbragte årene 1859–1865 på Sorø Akademi, men forlod det uden at tage eksamen. Herefter gik han i tømrerlære og blev svend i 1869.
Han besøgte derefter Kunstakademiet, hvorfra han fik afgangsbevis i 1876, den lille guldmedalje i 1877 for et Skulpturmusæum og den store guldmedalje i 1880 for en Børs til en større Hovedstad. Samtidig arbejdede han for arkitekterne Vilhelm Tvede og Vilhelm Dahlerup, hvor sidstnævnte havde stor indflydelse på hans kunstneriske udvikling, ligesom også deltagelsen i opmålingerne af Kronborg (1875–77) under Hans J. Holms ledelse bidrog til hans uddannelse.
I 1881–83 foretog han en større udlandsrejse på Akademiets stipendium, 1883–93 var han assistent hos Hans J. Holm på Kunstakademiets Arkitektskoles forberedelsesklasse og 1884-93 ansvarlig for dag- og aftenundervising.

## Tillidshverv og hæder
1887 blev han medlem af Akademirådet (indtil 1919), samme år livsvarigt medlem af Akademiets plenarforsamling og 1888–91 var han borgerrepræsentant i København. 1889-94 var han Kultusministeriets konsulent i sager vedrørende kirkers opvarmning. 1906 blev Nyrop professor i bygningskunst ved Kunstakademiets Arkitektskole og 1908-11 var han direktør for Kunstakademiet som helhed og vicedirektør 1911-18.
Nyrop var også medlem af den af Kultusministeriet nedsatte Kommission angående landsbypræstegårde 1892, formand for Foreningen til Hovedstadens Forskønnelse 1896-1902 og medlem af dens rådgivende udvalg 1893-95 og 1906-19, formand for de danske arkitekters afdeling på Verdensudstillingen i Paris 1900, medlem af Akademiets Skoleråd 1905-19, formand for samme 1918-19, formand for Akademisk Arkitektforenings Udvalg for fremskaffelse af nye forbilleder for skolebygninger og gymnastikhuse på landet 1908, medlem af Kommissionen angående opførelse af Frue Kirkes spir 1910, af Komiteen for et Grundtvigsmindesmærke 1911-14, medlem af Selskabet for Hedebosyningens Fremme, bestyrelsesmedlem i Lægeforeningens Boliger og Dansk Husflidsselskab, medlem af Komiteen for Tersløsegård 1917-21, i bestyrelsen for Landsforeningen Bedre Byggeskik, der væsentligt blev til på Nyrops foranledning. Han var også tilkaldt som dommer ved konkurrencer om Nationalmuseet i Helsingfors, rådhusene i Stockholm og Kristiania samt vestfacaden af Nidarosdomen i Trondheim.
Han var Kommandør af 1. grad af Dannebrogordenen og Dannebrogsmand.
Nyrop blev tildelt Grand Prix på Verdensudstillingen i Paris 1900, blev medlem af Det svenske Kunstakademi 1901 og korresponderende medlem af The Royal Institute of British Architects 1906. Han blev æresmedlem af Akademisk Arkitektforening 1913, fik den Tessinske Guldmedalje 1919 og var Associé de l'Académie royale de Belgique. Han var tillige ridder af den franske æreslegion og dekoreret med den norske Skt. Olavs orden og den russiske Skt. Stanislaus orden.
Den københavnske gade Nyropsgade er opkaldt efter Martin Nyrop.

## Familie
I 1885 giftede han sig med Louise Frederikke Laub (født 1851), datter af sognepræst Hans Jørgen Trojel Laub (1817–1863) og Ernestine Laub f. Linnemann (1827–85).
Martin Nyrop og Louise Frederikke Laub er forældre til kunstneren Ernestine Nyrop.

## Værker
Før sin udlandsrejse havde Nyrop bygget Grosserer Vald. Petersens Villa ved Hørsholm, forestået en ombygning af Gammel Køgegård og tegnet gasbeholderen på Østre Gasværk, hvor teatret Gasværket i dag har til huse. Efter sin hjemkomst byggede han en præstebolig i Køge 1884, Heimanns Villa på Fasanvej på Frederiksberg 1884, Achens Villa på Lindevangsvej 1885, Mottlaus Villa ved Hellebæk 1885, Egholms Villa på Citadelsvej (nu Kastelsvej) 1890–91 samt provinsarkivet i København 1891–92, Posthuset ved Gisselfeld 1894, Eliaskirken på Vesterbro 1905–08 og Bispebjerg Hospital 1906–13. Endvidere i 1916 en villa i Hasseris ved Aalborg. Villaen blev senere overtaget af Hasseris Sparekasse, som nu er en del af Spar Nord.
På Vallekilde Højskole byggede han fra 1884 øvelseshus, beboelseshus osv., på Tranekær Slot indrettede han værelser 1890–91, i Roskilde Jomfrukloster istandsatte han sal og trappe 1890–91, på Gisselfeld byggede han husmandshuse osv. fra 1889, og i København istandsatte han bispegården 1896.
Mange af disse arbejder røber en ualmindelig originalitet og et nyt og rationelt syn på mange forhold i bygningskunsten, men det er dog fortrinsvis de to store arbejder nemlig hovedbygningen i træ til Den Nordiske Industri-, Landbrugs- og Kunstudstilling i Kjøbenhavn 1888 (1886–1888) og på samme sted Københavns Rådhus, begyndt 1892, som har gjort Nyrops navn berømt ude og hjemme.
Ved at se på trækonstruktionen i J.D. Herholdts banegårdshal og trægitterkonstruktionerne i J.E. Gnudtzmanns skibsværftsbygninger i Helsingør fik Nyrop lyst til at udføre udstillingsbygningen af træ, og med en forbavsende konstruktiv sans og en frodig kunstnerisk opfindelsesevne skabte han en bygning, som i lange tider vil vedblive at være forbilledet for træmaterialets rationelle og kunstneriske behandling. Og da den stolte bygning måtte sløjfes med jorden, skete det som et eventyr, at Nyrop på samme plads kom til at opføre sit hovedværk: Rådhuset, efter at have sejret i begge konkurrencer 1889 og 1890. Rådhuset er utvivlsomt Københavns mest monumentale og mest originale bygning fra det 19. århundredes sidste fjerdedel og udmærker sig i lige grad ved den overlegne beherskelse af de store masser og den uudtømmelige fantasi i enkelthederne. Det er intet under, at Nyrop stod som en beundret fører for den unge danske arkitektstand, som i ham så sin nærmeste lærer og mester.

## Frimurer
Martin Nyrop var muligvis frimurer. Ved den lukkede konkurrence i 1920 om Den Danske Frimurerordens nye bygning var Nyrop formand for bedømmelsesudvalget, som bestod af ordenens arkitektmedlemmer.
Martin Nyrop ligger begravet på Gentofte Kirkegård.

## Værker
- Villa for grosserer Valdemar Petersen, Bakkehave, Rungstedvej 41, Hørsholm (1879)
- Gasbeholder på Østre Gasværk, nu teateret Gasværket, Nyborggade, København (1881, fredet)
- Køge Præstegård, Nyportstræde 55, Køge (1884, brændt)
- Heimanns villa, Søndre Fasanvej 16, Frederiksberg (1884-85, udvidet af Hack Kampmann 1914-16)
- Øvelseshuset, Vallekilde Højskole (1884, sammen med Andreas Bentsen)
- Solbjerg Mejeri, Nyelandsvej 25, Frederiksberg (1884, nedrevet)
- Georg Achens villa, Lindevangs Allé 11, Frederiksberg (1885)
- Bygninger til Den Nordiske Industri-, Landbrugs- og Kunstudstilling i Kjøbenhavn 1888 (1886-88, nedrevet, dog er Det norske hus genopført i Aarhus)
- Sandbrohus, Peter Karls bro, Køge (1887, ombygget)
- Lærerboliger, Hytten og Solvang, Vallekilde Højskole (1889)
- Rytterhuset, Ndr. Strandvej 230, Ålsgårde (1889, fredet)
- Barbicaia, Ndr. Strandvej 232, Ålsgårde (1889, ombygget, nedrevet ca. 2020)
- Hvide Hus, Rungstedvej 47, Hørsholm (1889)
- Egholms villa, Kastelsvej 16, København (1890-91, nedrevet)
- Landsarkivet for Sjælland, Lolland-Falster og Bornholm, Jagtvej, København (1891-92, udvidet)
- Arkivarbolig og læsesal til samme (1919-20, nedrevet)
- Københavns Rådhus, Rådhuspladsen (1892-1905, 1. præmie 1889 og 1890, fredet)
- Væverhuset, Villa Galinavej 4, Gisselfeld (1894)
- Porthus, Gisselfeldvej 20, Gisselfeld (1894)
- Ottilia Rottbølls hus, Ugilt Klosterskov, Sindal (1895)
- Kongshuset Rathlousdal, Odder (1898, 1900, sammen med Pietro Krohn, Skyttestuen nu i Odder Museum)
- Villa, Frisvadvej 44, Varde (1899)
- Muslingeskallen, Rådhuspladsen, København (1900, ødelagt ved etablering af bunkers under Besættelsen 1944, helt fjernet ved omdannelsen af pladsen 1949)
- Kathrinedal hovedgård, Svinninge (1900)
- Hesselhus, Hesselø (1900)
- Stenderup Frimenighedskirke (1902-03)
- Blågård Kirke, København (1904-06, nedrevet)
- Lyngebæksgård, Nivå (1905-06. Privatbolig, senere børnehjem og asylcenter. Nu igen privatbolig.)
- Eliaskirken, København (1905-08)
- Vejle Bank, Kirkegade 2, Vejle (1905-06, sammen med Christof Hansen, udvidet)
- Bispebjerg Hospital, København (1906-13, fællesvaskeriet 1916-18, flere senere udvidelser)
- Fyns Stifts Husmandsskole, Rugårdsvej, Odense (1908, bombesprængt 17. april 1945)
- Villa, Constancevej 4, Aalborg (1910)
- Stenderup Frimenigheds præstegård (1912, aktivitetshus)
- Brøndhuset til Fraterbrønden, Sorø Akademi (1912)
- Sønderborghus, Løngang 1, Sønderborg (1912-13)
- Arken, Xylografensvej 6, Tisvilde (1913)
- Villa, Hasserisvej 113, Aalborg (1915-16, nu sparekasse)
- Lutherkirken med menighedshus og præstebolig, Randersgade, København (1914-18, sammen med Julius Smith)
- C. Nyrops Etablissement, Løvstræde 4A, København (1916)
- Eget hus, Udsigten 33, Gentofte (1918)
- Sommerhus, Villingebæk Strandvej 522B, Dronningmølle (1918)
- Husmandshuse, Tranekær, Botofte, Bagenkop, bro og kapel, Tranekær (1918-20)
- Vejle Politi- og Dommergård, Blegbanken, Vejle (1919-20, nu aktivitetshus)
- Bjerrelide, Mosehøjvej 2, Ordrup (1919-21, nedrevet)
- Kirkebakken 12, Gentofte (1921)

### Om- og tilbygninger
- Gammel Køgegård (1880)
- Bispegården, Nørregade 11, København (1897)
- Tårn, Fredens Kirke, København (1906)
- Stormbro, København (projekt 1898, opført 1918)
- Tersløsegård, Dianalund (1904-10, nu Holbergmuseet)
- Skolefløj, Vallekilde Højskole (1906-08)
- Johs. Andersens hus, Dæmningen, Vejle (1918, nedrevet)

### Projekter
I København:
- Statens Museum for Kunst (1885, konkurrence)
- Højbro Plads (1888)
- Langelinie, pavillon og toldhuse (1895-99)
- Slotsholmen (1898, sammen med Pietro Krohn)
- Blågårds Plads (1899)
- Christiansborg Slot (1904, konkurrence, præmieret 1905)

Andetsteds:
- Ombygning af Fjællebro, Fyn (1888)
- Fredspalads, Haag (1907, konkurrence)
- Ombygning af tårnruin, Hald (1907)
- Dansk menighedshus, Hamburg (1911, konkurrence)
- Ombygning af San Cataldo (1914)
- Københavns Højskole (1917)

### Interiører og inventar
- Trapperum, Vallekilde Højskole (1876, nedrevet)
- Karlstrup Kirke (1888)
- Roskilde Adelige Jomfrukloster (1890-91)
- Tranekær Slot (1890-91)
- Inventar til flere egne byggerier, bl.a. Københavns Rådhus
- Prædikestol, Helligåndskirken, København (1880)
- Kamin, Normannersalen, Frederiksborg Slot
- Kronprinsessegade 20, København (1899-1900)

### Andre arbejder
- Fontæne, Gisselfeld (1889)
- Springvand, Nikolaj Plads, København (1899, flyttet til Gyldenløvesgade 1918)
- Springvand, Kirketorvet, Vejle (1915)
- Sokkel til Vilhelm Bissens rytterstatue af Absalon, Højbro Plads, København (1902)
- Mindeplade for Stormen på København 1659, Kongeporten, Christiansborg (1910, opsat 1917)
- Fraterbrønden, Sorø (1912)

Gravmæler:
- Carl Bruun (1904, sammen med Louis Hasselriis, Vestre Kirkegård)
- Thomas Skat Rørdam (1911, sammesteds)
- Frederik Rung (1914, sammen med August Hassel, Solbjerg Kirkegård)
- Edvard Glæsel (1916, Frederiksberg Ældre Kirkegård)
- Mindetavle for Thor Lange, Napdovka Kirke, Ukraine (1915)
- Mindesten for Emmy Carlsen, ved Gammel Køgegård (1913)
- Genforeningsminde, Tranekær (1920)

### Litterære værker
- Forslag til Omdannelse af Højbroplads (1889)
- Bygningerne ved den nordiske Industri-, Landbrugs- og Kunstudstilling i Kjøbenhavn 1888 (1891)
- Danske Præstegaarde, en Række vejledende Tegninger (1896)
- Tegninger til Husmandsboliger (1909)
- Tegninger til Skolebygninger og Gymnastikhuse paa Landet (1913)
- sammen med J.L. Heiberg: San Cataldo (1921)